# 과산화물

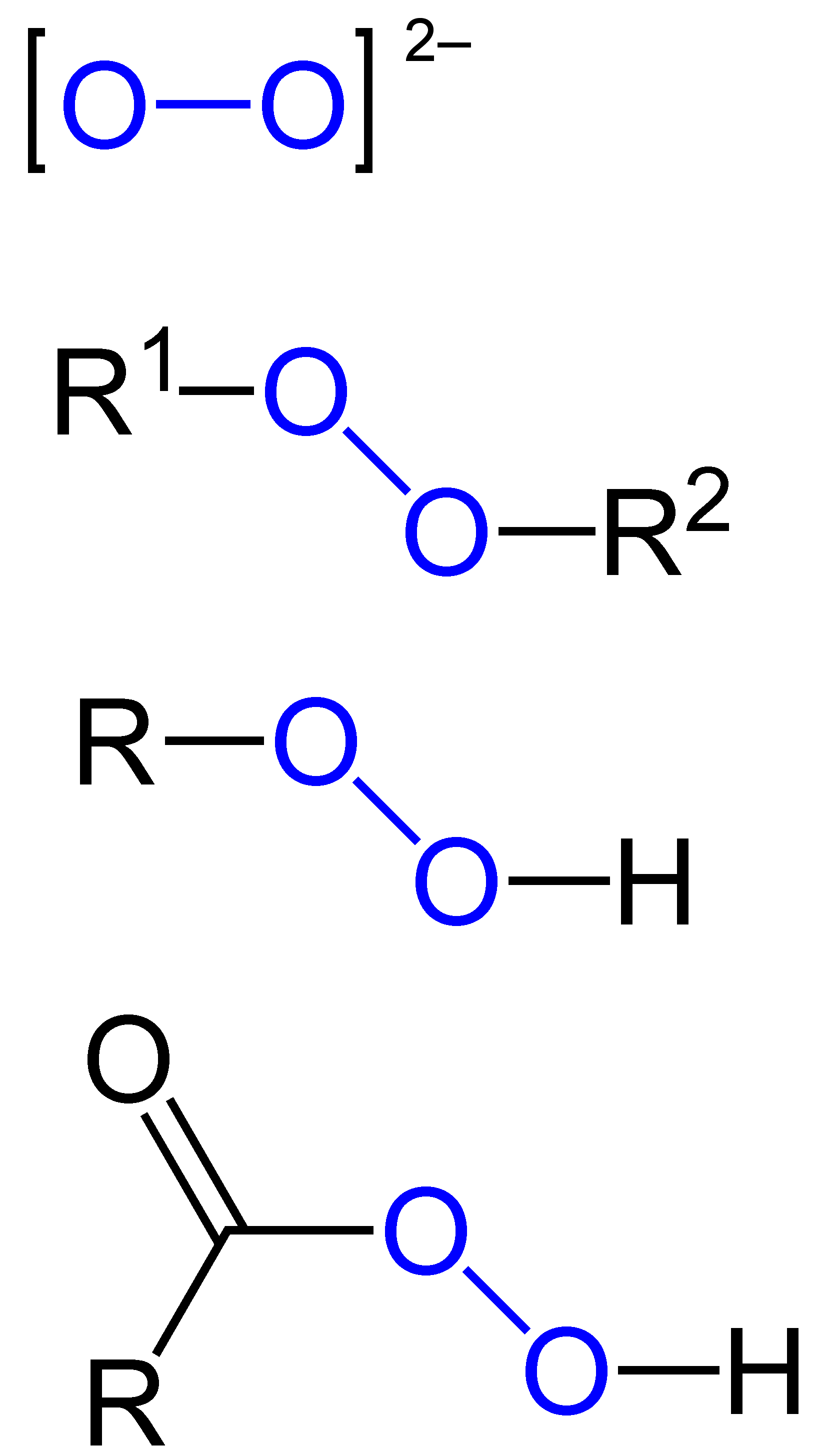
과산화물의 종류. 위에서부터 차례로 과산화물 이온, 유기 과산화물, 유기 하이드로퍼옥사이드, 과산이다. 퍼옥사이드기는 파란색으로 표시되어 있다. R, R^{1}, R^{2}는 탄화수소 부분을 표시한다.

과산화물(過酸化物, 영어: peroxide)은 구조가 R−O−O−R인 화합물들의 부류이며, 여기서 R은 임의의 원소이다. 과산화물의 O−O기를 퍼옥사이드기(영어: peroxide group) 또는 퍼옥소기(영어: peroxo group)라고 한다. 명명법은 다소 가변적이다. 과산화물은 유기 화합물에서는 작용기로 퍼옥사이드 구조(−O−O−) 또는 과산 구조(−C(=O)−O−O−)를 가지는 화합물을 가리키고, 무기 화합물에서는 과산화물 이온(O22−)을 포함하는 화합물을 가리킨다.
가장 흔한 과산화물은 구어체로 단순히 "과산화물"로 알려진 과산화 수소(H2O2)이다. 과산화 수소는 다양한 농도의 수용액으로 판매된다. 많은 유기 과산화물들이 알려져 있다.
과산화 수소 이외의 다른 과산화물들의 주요 부류는 다음과 같다.
- 과산 – 많은 친숙한 산들의 퍼옥시 유도체(예: 과황산, 과산화아세트산 및 이들의 염, 그 중 하나는 과황산 칼륨).
- 주족 과산화물 – E−O−O−E의 결합을 갖는 화합물 (E = 주족 원소).
- 금속 과산화물 – 예로는 과산화 바륨(BaO2), 과산화 나트륨(Na2O2), 과산화 아연(ZnO2)이 있다.
- 유기 과산화물 – C−O−O−C 또는 C−O−O−H의 결합을 갖는 화합물. 예로는 터트-뷰틸 하이드로퍼옥사이드가 있다.

## 유기화학
유기화학에서 과산화물은 퍼옥사이드 구조(−O−O−)를 포함하고 있는 분자를 가리킨다. 한쪽 산소 원자에 수소 원자가 결합되어 있을 때 이것을 하이드로퍼옥사이드(R-O-O-H)라고 부른다. HOO· 라디칼은 하이드로퍼옥실 라디칼로 알려져 있다. 유기 과산화물은 자유 라디칼(RO·)로 분해되기 쉬운 경향이 있다. 이러한 성질은 폴리에스터 수지 합성 등에 중합 개시제로 사용되며 과산화 메틸 에틸 케톤이 주로 이 용도로 사용된다.

## 무기화학

과산화 수소(H_{2}O_{2})는 과산화물이다.

무기화학에서 과산화물은 과산화물 이온(O22−)을 함유한 화합물을 기리키며, 이는 강염기성의 이온 화합물이다. 순수한 과산화물(과산화물 이온과 양이온 만을 포함한다)은 보통 알칼리 금속 또는 알칼리 토금속을 공기 중 또는 산소 중에서 연소시킴으로써 생성한다.
과산화물 이온은 산소 분자보다 2개의 더 많은 전자를 갖는다. 분자 궤도 이론에 따르면 이 2개의 전자는 완전한 2개의 π* 반결합성 궤도를 취한다. 따라서 과산화물 이온의 산소 원자 간의 결합 길이는 과산화 리튬에서는 130 pm, 과산화 바륨에서는 147 pm로 길어진다. 또한 과산화물 이온은 반자성이다.
알칼리 금속과 칼슘, 스트론튬, 바륨의 과산화물은 이온성이지만, 마그네슘과 같은 양성 금속과 란타넘족 및 우라늄의 과산화물은 이온성과 공유결합성의 중간의 성질을 지닌다. 또한 아연, 카드뮴, 수은의 과산화물은 대부분 공유결합성이다.
과산화물은 강력한 산화제로 보통은 매우 불안정하다. 이온성 과산화물은 물이나 농도가 묽은 산에 의해서 과산화 수소로 분해된다. 유기 화합물은 상온에서 산화되어 탄산염이 된다.

## 같이 보기
- 카탈레이스
- 과산화효소
- 유기 과산화물